# ام الزبار شرقی
ام الزبار شرقی یک منطقهٔ مسکونی در قطر است که در شهرداری الشحانیه واقع شده‌است. ام الزبار شرقی ۴۲ متر بالاتر از سطح دریا واقع شده‌است.